# Vandoncourt
Vandoncourt – miejscowość i gmina we Francji, w regionie Burgundia-Franche-Comté, w departamencie Doubs.
Według danych na rok 1990 gminę zamieszkiwało 605 osób, a gęstość zaludnienia wynosiła 71 osób/km² (wśród 1786 gmin Franche-Comté Vandoncourt plasuje się na 262. miejscu pod względem liczby ludności, natomiast pod względem powierzchni na miejscu 526.).